# Imperfektum
Imperfektum (lat. imperfectum, doslova „nedokončené“ jako protiklad k perfektu) je jeden z minulých časů, kterým jazyky, jež ho mají, zpravidla označují minulý děj, který v minulosti trval nebo se opakoval. Imperfektum má např. hebrejština, latina, řečtina, finština (ta jím ale označuje minulý děj, který obvykle bývá nazýván aoristem), italština (imperfetto) atd. Existovalo i ve staré češtině (spolu s aoristem až do Husovy doby). Označovalo vedlejší minulý (souminulý) děj (zatímco aorist označoval minulý děj hlavní). Ze slovanských jazyků si imperfektum do dnešní doby uchovala bulharština, makedonština, srbochorvatština, hornolužická srbština a dolnolužická srbština.

## Imperfektum ve staré češtině
Imperfektum slovesa vésti
|        | sg      | du         | pl        |
| ------ | ------- | ---------- | --------- |
| 1. os. | vediech | vediechově | vediechom |
| 2. os. | vedieše | vediešta   | vediešte  |
| 3. os. | vedieše | vediešta   | vediechu  |

### Příklad použití
| „                    | Ale že jich starostě Čech diechu, proň zemi Čechy vzděchu. Ti liudie velmi věrní biechu, všě sbožie obecno jmějiechu; komu sě co nedostanieše, u druha jako své jmějieše. Jeden obyčěj złý jmějiechu, že manžełstva nedržiechu. Tehdy i jedna žena mužem jista nebieše, jeden muž žen mnoho jmieše. | “ |
| — Dalimilova kronika | |   |

## Bulharština
Bulharština si na rozdíl od většiny ostatních slovanských jazyků uchovala systém čtyř minulých časů včetně imperfekta. Pro srovnání je zde uvedeno časování slovesa водя (vodja) – vést, vodit:
|        | sg            | pl               |
| ------ | ------------- | ---------------- |
| 1. os. | водех vodech  | водехме vodechme |
| 2. os. | водеше vodeše | водехте vodechte |
| 3. os. | водеше vodeše | водеха vodecha   |

## Srbochorvatština
|        | sg            | pl              |
| ------ | ------------- | --------------- |
| 1. os. | vođah/вођах   | vođasmo/вођасмо |
| 2. os. | vođaše/вођаше | vođaste/вођасте |
| 3. os. | vođaše/вођаше | vođahu/вођаху   |

## Hornolužická srbština
|        | sg      | du         | pl        |
| ------ | ------- | ---------- | --------- |
| 1. os. | njesech | njesechmoj | njesechmy |
| 2. os. | njeseše | njeseštej  | njesešće  |
| 3. os. | nieseše | njeseštej  | njesechu  |

## Latina
|        | sg       | pl         |
| ------ | -------- | ---------- |
| 1. os. | laudabam | laudabamus |
| 2. os. | laudabas | laudabatis |
| 3. os. | laudabat | laudabant  |

## Italština
|        | sg      | pl        |
| ------ | ------- | --------- |
| 1. os. | parlavo | parlavamo |
| 2. os. | parlavi | parlavate |
| 3. os. | parlava | parlavano |

## Španělština
Imperfektum je jeden z minulých časů užívaných ve španělštině. V češtině vyjadřuje minulost sloves nedokonavých. Španělština imperfektum užívá pro několik případů.
1. Děje, které proběhly v minulosti v časově neohraničeném úseku. Mi abuela vivía en las montañas. – Moje babička bydlela v horách. (Není řečeno, jak dlouho.)
2. Děje, které v minulosti probíhaly opakovaně. Lenka iba a menudo a visitar a su abuela. – Lenka často jezdila k babičce.
3. Děj probíhající paralelně. Cuando era pequeña, me gustaba más el autobús. – Když jsem byla malá, víc se mi líbil autobus.
4. Dějová kulisa hlavního děje, probíhající v minulosti. Cuando venía, tuve un pequeño accidente. – Cestou sem jsem měl malou nehodu.

### Tvorba pravidelná slovesa
| hablar     | comer    | vivir    |
| ---------- | -------- | -------- |
| hablaba    | comía    | vivía    |
| hablabas   | comías   | vivías   |
| hablaba    | comía    | vivía    |
| hablábamos | comíamos | vivíamos |
| hablabais  | comíais  | vivíais  |
| hablaban   | comían   | vivían   |

### Příklady nepravidelných sloves
| hay   | ver     | ir     | ser    |
| ----- | ------- | ------ | ------ |
| había | veía    | iba    | era    |
| había | veías   | ibas   | eras   |
| había | veía    | iba    | era    |
| había | veíamos | íbamos | éramos |
| había | veíais  | ibais  | erais  |
| había | veían   | iban   | eran   |

## Rumunština
|        | sg    | pl     |
| ------ | ----- | ------ |
| 1. os. | aveam | aveam  |
| 2. os. | aveai | aveați |
| 3. os. | avea  | aveau  |